# Del este de Los Angeles
Del este de Los Angeles è il secondo album dei Los Lobos, pubblicato dalla New Vista Production Records nel 1978. Nel 2000 fu ristampato dalla Hollywood Records con il titolo di Just Another Band from East L.A. con un brano bonus aggiunto.

## Tracce
Lato A
1. El canelo – 3:47 (Jacinto Gatica)
2. El pescado nadador – 2:43 (A. Rosas, Miguel Aceves Mejia)
3. Sabor a mi – 3:51 (Alvaro Carrillo)
4. Flor de huevo – 1:54 (David Hidalgo)
5. Cielito lindo/Cielito lindo huasteco – 3:44 (Quirino Mendoza / Elpidio Ramirez)

Lato B
1. La iguana – 3:21 (Jacinto Gatica)
2. El cuchipe – 2:21 (Ismael Orozco, Bueno)
3. Imploración – 2:33 (Camacho)
4. Guantanamera – 4:48 (José Martí)
5. La feria de las flores – 2:42 (Jesus Chucho Monge)
6. Maria Chuchena – 3:57 (Ismael Orozco, Bueno)

Edizione CD del 2000 dal titolo Just Another Band from East L.A., pubblicato dalla Hollywood Records HR-62242-2
1. El canelo (Son Jarocho) – 3:47 (Jacinto Gatica)
2. El pescado nadador (Ranchera) – 2:43 (A. Rosas, Miguel Aceves Mejia)
3. Sabor a mí (Bolero) – 3:51 (Alvaro Carrillo)
4. Flor de huevo (Son Locos) – 1:54 (David Hidalgo)
5. Cielito lindo (Canción Mexicana) – 3:44 (Quirino Mendoza, Elpidio Ramirez)
6. La iguana (Son Jarocho) – 3:21 (Jacinto Gatica)
7. El cuchipe (Canción Boliviana) – 2:21 (Ismael Orozco, Bueno)
8. Imploración (Bolero Ranchero) – 2:33 (Jacinto Gatica)
9. Guantanamera (Guajira) – 4:48 (José Martí)
10. La feria de las flores (Ranchera) – 2:42 (Jesus Chucho Monge)
11. Maria Chunchena (Son Jarocho) – 3:57 (Ismael Orozco, Bueno)
12. El bon bon de Elena (Plena) – 3:39 (Raphael Cepeda) – Bonus Track

## Musicisti
- David Hidalgo - voce, chitarra, mandola, tres, cuatro, violino, percussioni
- Cesar Rosas - chitarra, mandolino, jaranas, cori
- Conrad R. Lozano - basso, guitarrón, cori
- Louie F. Pérez, Jr. - chitarra, jaranas, charango, vihuela, percussioni

Musicista aggiunto
- Charlie Tovar - congas, percussioni (brani: A3 e B4)